# إسفرنجان (غلبايغان)
إسفرنجان (بالإنجليزية: Esfaranjan, Isfahan)‏ هي قرية تقع في قسم جلغة الريفي في إيران. يقدر عدد سكانها بـ 416 نسمة بحسب إحصاء 2016.